# Ga Chợ Sy
Ga Chợ Sy là một nhà ga xe lửa tại huyện Diễn Châu, tỉnh Nghệ An. Nhà ga là một điểm của đường sắt Bắc Nam và nối với ga Yên Lý với ga Mỹ Lý.

## Các tuyến
- Đường sắt Bắc Nam